# Austroglossus pectoralis
Austroglossus pectoralis es una especie de pez de la familia Soleidae en el orden de los Pleuronectiformes.

## Alimentación
Come pequeños invertebrados  bentónicos y pececillos.

## Distribución geográfica
Se encuentra en las  costas de Sudáfrica.